# پرتو گاما با انرژی فرابالا
پرتو گاما با انرژی فرابالا (انگلیسی: Ultra-high-energy gamma ray) به پرتوهای گاما با انرژی فوتون بالاتر از ۱۰۰ ترا الکترون ولت (۰٫۱ پتا الکترون ولت) گفته می‌شود. این پرتوها دارای بسامد هرتز و طول‌موج کوتاه‌تر از متر هستند. وجود این پرتوها در سال ۲۰۱۹ تأیید شد. بر پایه گزارش‌های رسانه‌ها در ۱۸ مه ۲۰۲۱، رصدخانه بزرگ باران هوایی در ارتفاع بالای چین (LHAASO)، وجود مقادیری از پرتوهای گاما با انرژی فرابالا با انرژی بیشتر از ۱ پتا الکترون ولت را شناسایی کرده‌است که شامل ۱ پرتو با انرژی ۱٫۴ پتا الکترون ولت بوده که بیشترین انرژی فوتون رصدشده تا کنون است. مؤلفان این گزارش، منشأ این پرتوهای گامای پتا الکترون ولتی را پواترون (PeVatron) نام‌گذاری کرده‌اند.